# Парижки клуб
Парижкият клуб е неформална междуправителствена организация, отпускащи кредити на държавно ниво. Съставен е от представители на 20-те най-богати държави в света.
Клубът извършва финансови услуги, сред които преструктурирания и опрощаване на външните дългове на нуждаещите се страни. Длъжниците най-често са препоръчвани от Международния валутен фонд, когато останалите възможности за решаване на финансовите задължения са изчерпани.
Първото събиране на Клуба се организира през 1956 г. по идея на Франция за провеждане на консултации и преговори с Аржентина. Оттогава до 2004 г. Клубът е подписал 383 договора по задълженията на 79 държави на обща сума от 427 млрд. долара.
Срещите на Клуба са с честота 10 – 11 пъти за календарна година. Те се провеждат в Министерството на финансите на Франция. Технически Клубът се обслужва от секретариат, назначен и финансово обезпечен от домакините.
Подобна организация, но на частните кредитори, е Лондонският клуб.

## Организация

### Секретариат
Секретариатът е създаден, за да подготвя по-добре преговарящите сесии. Той се състои от десет души от Министерството на финансите във Франция.
Главната му роля е преди всичко да защитава общите интереси на страните кредитори участващи в клуба и да спомага за взимането на решения с консенсус по време на вътрешни дискусии. За да постигне този ефект Секретариатът подготвя преговарящи сесии с помощта на специфичен метод.
В ранните етапи на дискусията, Секретариатът анализира дадената страна и капацитетът и за разплащане, след което предлага предложение към кредиторите, което се дискутира на така наречената „магическа маса“. Секретариатът е отговорен за изготвянето на протоколите от проведените разговори.
Също така има за цел да подпомага и да гарантира спазването на различните споразумения в протоколите и да поддържа външните отношения с трети държави кредитори и търговски банки.

### Председател
От 1956 г., председателят на Парижкия клуб се избира от Френската хазна.
Председател на Парижкия клуб е Бруно Безар, генерален ръководител на френската хазна.
Заместник-председател е Гиом Шабер, ръководител на отдела за развитие на Министерството на финансите.
Заместник-председател е Арно Бюизе. По време на заседания е задължително поне един от тези председатели да присъства.
По време на преговорните сесии председателят на Парижкия клуб, в повечето случаи министърът на финансите на Франция, играе ролята на посредник между кредиторите, които разработват предложенията за това как да се третира даден дълг.
Той е длъжен да представи условията на длъжника относно даден кредит, които след това се договарят от кредиторите. Ако длъжникът откаже да приеме оферта от кредиторите, започва реално договаряне, като в случая министърът играе ролята на медиатор. Договаряне между кредитори и страна длъжник приключва тогава, когато има подписан протокол.

## Структура на организацията

### Сесия tours d’horizon
Всеки месец Парижкият клуб се събира за така наречената сесия „tours d’horizon“. По време на срещите се правят прегледи на положението на страните длъжници, които биха могли да търсят помощ за кредетиране. В повечето случаи Tours d’horizon приключва с проучване, целящо да определи правилата и методите, по които Парижкият клуб да се намесва с помощ.

### Членове на Парижкия клуб
Постоянни членове на Парижкия клуб са 22 държави:
- Австралия
- Австрия
- Белгия
- Бразилия
- Канада
- Дания
- Финландия
- Франция
- Германия
- Ирландия
- Израел
- Италия
- Япония
- Нидерландия
- Норвегия
- Русия
- Южна Корея
- Испания
- Швеция
- Швейцария
- Великобритания
- САЩ

Всички кредитори членове на Парижкия клуб могат да участват в Tours d’horizon и могат да бъдат наблюдатели по време на преговори, дори и да нямат претенции към дадената държава.
Като цяло делегацията на кредиторите е водена от старши делегат от Министерство на Финансите на Франция (с изключение на САЩ, там делегацията е водена от представител на Министерството на външните работи). Длъжникът е представен от съответния министър на финансите.

## Специални участници
Официалните кредитори могат да участват активно в преговорните сесии или в месечни Tours d’horizon дискусии. Участвайки в тези дискусии по покана те трябва да действат добронамерено и да спазват определени практики.
Следните кредитори са участвали в споразумения на Парижкия клуб: Абу Даби, Аржентина, Бразилия, Народната банка на Китай, Корея, Кувейт, Мексико, Мароко, Нова Зеландия, Португалия, Южна Африка, Тринидад и Тобаго, Турция.

## Наблюдатели
Наблюдателите биват канени на преговорните сесии на Парижкия клуб, но те не могат да участват в самото договаряне, нито да подписват споразумението, което формализира резултата от преговорите.
Видове наблюдатели:
- Представители на международни институции:
- МВФ
- Световна банка
- Организация за икономическо сътрудничество и развитие
- Конференция на ООН за търговия и развитие
- Европейска комисия
- Организация за африканско единство
- Азиатска банка за развитие
- Европейска банка за възстановяване и развитие

- Представители от трети страни в Парижкия клуб участват като специални участници при условие, че постоянните членове и страните длъжници приемат тяхното присъствие.

## Списък на председатели
- Жан-Клод Трише (1985 – 1993)
- Кристиан Ноайе (1993 – 1997)
- Жан Пиер Жуйе (2000 – 2005)
- Ксавие Муска (2005 – 2009)
- Рамон Фернандес (2009 – 2014)
- Бруно Безар (от юни 2014 г.)

## Принципи на Парижкия клуб
„Парижкият клуб е неправителствена институция, съчетаваща прагматично англо-саксонско въображение.“ – Жан-Клод Трише, 2006
Парижкият клуб не е юридическо лице или консултативен текст. Той съставен от няколко принципа и правила, които му позволяват да бъде гъвкав при справяне с различни ситуации около страните длъжници. Липсата на формализация помага за различен метод на помощ в зависимост от конкретния случай.
С течение на годините, Парижкият клуб разработва метод за разсрочено разплащане на дълг. Въпреки това той има правото и свободата да променя правилата по всяко време. Страната длъжник трябва да се свързва с Парижкия клуб, за да получи помощ за своя дълг. Нейното искане трябва да съдържа детайлно описание на своето икономическо и финансово състояние и невъзможността да обслужи своя външен дълг.

### Солидарност
Всички членове на Парижкия клуб се съгласяват да действат като група в отношенията си с дадена страна длъжник.

### Консенсус
Решения от Парижкия клуб не може да се вземат без консенсус между страните-участнички кредитори.

### Обмен на информация
Парижкият клуб е уникален форум за споделяне на информация. Членовете му редовно обменят мнения помежду си относно положението на страните длъжници. За да може дискусиите да са продуктивни обсъжданията се пазят в тайна.

### Всеки отделен случай
Парижкият клуб взима решения въз основа на всеки отделен случай, за да се подходи индивидуално към страна длъжник.

### Условия
Парижкият клуб преговаря за преструктуриране на дълг със страна, която:
- Има нужда от облекчаване на своя дълг като се задължава да представи точно описание на своето икономическо и финансово състояние
- Изпълнява и е отдадена да прилага реформи за възстановяване на своето икономическо и финансово състояние
- Демонстрира явни резултати от прилагането на реформи по програми на МВФ

## Преговори
Преговорите обикновено се провеждат в конферентна зала в Париж и се председателстват от френската хазна, въпреки че друга държава може да бъде домакин и председател на преговорите.
Председателят започва сесията след няколко приветстващи думи и официалното заседание започва с изявление на министъра на страната длъжник, който основно представя писмено искане за лечение на дълга.
Това изявление е последвано от изявления на представителите на МВФ, Световната банка и Банката на регионалното развитие. Този процес представлява първата част на срещата.
Вторият кръг събира страни кредиторки, и представители на МВФ и Световната банка, като наблюдатели, без да присъства длъжника. Кредиторите излизат с договорено предложение, което се представя на страната длъжник от председателя.
Страната длъжник може да направи изменения или да се съгласни с условията. Този цикъл на теза и контраоферта, с посредничеството на председателя, може да отнеме известно време. Обикновено е възможно да се постигне споразумение по обяд на следващия ден. Веднага след като бъде постигнато споразумение, секретарят изготвя документ, наречен съгласуван протокол, който съдържа условията на договарянето.